# Kakiptui
Kakiptui är en ort i distriktet Nandi i provinsen Rift Valley i Kenya.